# Friedhelm Rost
Friedhelm Rost (* 9. April 1944 in Korbach; † 31. Dezember 2022 in Marburg) war ein deutscher Jurist und Vorsitzender Richter am Bundesarbeitsgericht.

## Leben
Nach dem Studium der Rechtswissenschaft an den Universitäten Marburg und Göttingen promovierte er 1972. Im April 1973 legte er das zweite juristische Staatsexamen ab. Im Juli 1973 begann er seine Richterkarriere in der Arbeitsgerichtsbarkeit. Zunächst war Rost für zwei Jahre als wissenschaftlicher Mitarbeiter am Bundesarbeitsgericht eingesetzt. Dann wurde er Richter am Arbeitsgericht Marburg. Im November 1979 wurde Rost zum Direktor des Arbeitsgerichtes und im Februar 1986 zum Vorsitzenden Richter am Hessischen Landesarbeitsgericht ernannt. Ab 1991 war Friedhelm Rost dann Richter am Bundesarbeitsgericht.
Am Bundesarbeitsgericht gehörte er zunächst überwiegend dem für das Arbeitskampfrecht und das Betriebsverfassungsrecht zuständigen Ersten Senat an. Am 1. Oktober 2000 wurde er zum Vorsitzenden Richter am Bundesarbeitsgericht ernannt. Er saß ab der Ernennung dem Zweiten Senat vor. Dieser Senat war zuständig für Kündigungsrecht. Am Bundesarbeitsrecht gehörte Friedhelm Rost dem Präsidium und dem Richterrat des Bundesgerichtes an. Seine Urteile zielten auf für die Arbeitswelt praktikable Lösungen und den Ausgleich von Interessen ab. Rost nahm insbesondere Einfluss auf die höchstrichterliche Rechtsprechung zum Kündigungsrecht. Am 1. Mai 2009 trat Rost den Ruhestand an.
Neben der richterlichen Tätigkeit war Rost von 2001 bis 2019 als Honorarprofessor an der Philipps-Universität Marburg auch lehrend tätig.